# Dawes (cratera marciana)
A cratera Dawes é uma cratera localizada no quadrângulo de Sinus Sabaeus em Marte, a 9.2º latitude sul e 38º longitude leste. Seu diâmetro é de aproximadamente 191 km, e recebeu este nome em referência a William Rutter Dawes, um astrônomo britânico (1799–1868) que estava a frente de seu tempo, por acreditar que Marte possuísse apenas uma atmosfera tênue. Dawes presumiu que a atmosfera de Marte era tênue pelo fato de os acidentes geográficos de Marte serem facilmente visíveis.